# Landsadvocaat
Landsadvocaat – urząd wywodzący się z XIV wieku. Tytuł ten nosił przedstawiciel szlachty w prowincjach, na jakie podzielona była Republika Zjednoczonych Prowincji. Po 1619, w którym ścięto ostatniego Landsadvocaata, Johana van Oldenbarnevelta,  nazwę urzędu przemianowano na wielkiego pensjonariusza Holandii.